# Giuliano (usurpatore)
Marco Aurelio Sabino Giuliano, noto come  Giuliano di Pannonia (latino: Marcus Aurelius Sabinus Iulianus;; ... – 285/286), è stato un usurpatore romano.
La sua storia non è ben chiara, e potrebbe essersi rivoltato contro l'imperatore romano Carino nel 283-285 o contro Massimiano nel 286; sono state avanzate ipotesi dell'esistenza di più usurpatori con nomi simili nell'arco di un decennio, ma almeno uno di loro è confermato dall'evidenza numismatica.

## Usurpatore contro Carino (283-285)

### Usurpatore in Italia o Pannonia

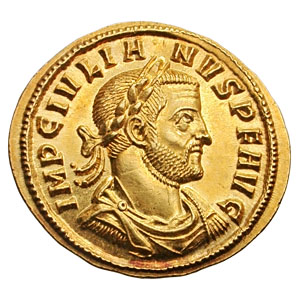
Aureo di Giuliano, zecca di Siscia; IMP C IVLIANVS P F AVG, busto a destra, laureato, drappeggiato e corazzato

Giuliano era un corrector (governatore regionale) in Italia settentrionale nel 283/284, e non un prefetto del pretorio come affermato da altre fonti. Subito dopo che la notizia della morte dell'imperatore Caro (nel 283) o di suo figlio l'imperatore Numeriano (nel novembre 284), entrambi morti durante una campagna alla frontiera orientale, giunse nelle province occidentali, Giuliano si rivoltò in Pannonia: questa versione è compatibile con il ritrovamento di monete con il suo nome coniate a Siscia e recanti una legenda che celebra le province pannoniche.
L'imperatore Carino, fratello di Numeriano, marciò dalla Britannia per affrontare l'usurpatore, e lo incontrò, sconfisse e uccise all'inizio del 285, in Italia (probabilmente vicino a Verona), o in Illiria.

### Ipotesi moderne
Non tutti gli studiosi accettano questa versione dei fatti, e ipotizzano che due usurpazioni ebbero luogo: la prima ebbe come protagonista M. Aur. Iulianus, corrector in Italia, che si ribellò dopo la morte di Caro e controllò la Pannonia prima di essere sconfitto in Illiria; la seconda ribellione avrebbe visto un Sabino Giuliano, prefetto del pretorio, usurpare la porpora in Italia dopo la morte di Numeriano, ed essere sconfitto vicino a Verona.

### Usurpatore in Africa
Un ulteriore usurpatore, chiamato semplicemente Giuliano, creò dei problemi rivoltandosi nella provincia d'Africa contro Carino, con il sostegno della tribù dei Quinquegentiani.

## Usurpatore contro Massimiano e Diocleziano
Si tramanda la rivolta di un terzo Giuliano, nel periodo che va dall'elevazione di Massimiano al rango di Augusto (1º marzo 286) alla nomina a Cesari di Costanzo Cloro e Galerio (1º marzo 293). La rivolta di questo Giuliano ebbe luogo in Italia, e terminò quando, durante un assedio, fu aperta una breccia nelle mura della città in cui era asserragliato: vistosi perduto, Giuliano si gettò tra le fiamme.